# Эджуорт, Майкл Пакенем
Майкл Пакенем Эджуорт (англ. Michael Pakenham Edgeworth; 1812—1881) — ирландский ботаник и политический деятель.

## Биография
Майкл Пакенем Эджуорт родился 24 мая 1812 года в семье политика и писателя Ричарда Лоуэлла Эджуорта и Фрэнсес Энн Бофорт в посёлке Мяхас-Тримь, был единокровным братом писательницы Марии Эджуорт. С 1823 года учился в Чартерхаусе, в 1827 году поступил в Эдинбургский университет, где изучал языки востока, посещал лекции профессора Макнаба по ботанике.
На протяжении нескольких лет Эджуорт преподавал в Ост-Индском колледже в Хартфордшире. В 1831 году был записан в Бенгальскую гражданскую службу и отправился в Индию. Эджуорт стал главой администрации в Амбале и Сахаранпуре. В 1842 году он на короткое время вернулся в Великобританию и женился на Кристине Макферсон, после чего снова уехал в Индию. Несколько лет он работал в городе Банда, в 1850 году был избран одним из коммиссионером поселения Пунджаб. Однако вскоре, после солнечного удара, Майкл был вынужден покинуть Индию.
Майкл Эджуорт умер на острове Эгг на западе Шотландии 30 июля 1881 года.
Эджуорт был автором нескольких публикаций по флоре Индии, а также по грамматике местных языков, среди которых выделяется его статья по грамматике кашмирского языка.
Основной гербарий Эджуорта хранится в Королевских ботанических садах Кью (K).

## Некоторые научные работы
- Edgeworth, M.P. (1846). Descriptions of some unpublished species of plants from North-Western India. Transactions of the Linnean Society of London 20(1): 23—91.
- Edgeworth, M.P. (1877). Pollen. 92 p., 24 pl.

## Роды растений, названные в честь М. П. Эджуорта
- Edgeworthia Meisn., 1841
- Edgeworthia Falc., 1842, nom. illeg. [= Sideroxylon L., 1753]